# Gerd Heßler
Gerd Heßler (ur. 13 września 1948 w Tannenbergsthal) – niemiecki biegacz narciarski reprezentujący barwy NRD, dwukrotny medalista mistrzostw świata.

## Kariera
Jego olimpijskim debiutem były igrzyska w Sapporo w 1972 roku. W swoim najlepszym starcie indywidualnym, w biegu na 30 km zajęła 18. miejsce. Wraz z kolegami z reprezentacji zajął szóste miejsce w sztafecie 4 × 10 km. Cztery lata później, podczas igrzysk olimpijskich w Innsbrucku zajął 28. miejsce w biegach na 15 i 50 km.
W 1970 roku wystartował na mistrzostwach świata w Wysokich Tatrach wspólnie z Axelem Lesserem, Gerhardem Grimmerem i Gertem-Dietmarem Klause wywalczył srebrny medal w sztafecie. Startował także na mistrzostwach świata w Falun, gdzie reprezentanci NRD w składzie: Gerd Heßler, Dieter Meinel, Gerhard Grimmer i Gert-Dietmar Klause zdobyli złoty medal w sztafecie. Na kolejnych mistrzostwach już nie startował.
Jego żoną była Monika Debertshäuser, również biegaczka narciarska.

## Osiągnięcia

### Igrzyska olimpijskie
| Miejsce | Dzień     | Rok  | Miejscowość | Konkurencja             | Czas biegu | Strata    | Zwycięzca            |
| ------- | --------- | ---- | ----------- | ----------------------- | ---------- | --------- | -------------------- |
| 18.     | 4 lutego  | 1972 | Sapporo     | 30 km stylem klasycznym | 1:36:31,15 | +5:06,32  | Wiaczesław Wiedienin |
| 25.     | 7 lutego  | 1972 | Sapporo     | 15 km stylem klasycznym | 45:28,24   | +2:35,91  | Sven-Åke Lundbäck    |
| 6.      | 13 lutego | 1972 | Sapporo     | Sztafeta 4 × 10 km      | 2:04:47,94 | +5:15,79  | ZSRR                 |
| 28.     | 8 lutego  | 1976 | Innsbruck   | 15 km stylem klasycznym | 43:58,47   | +3:10,30  | Nikołaj Bażukow      |
| DNF     | 11 lutego | 1976 | Innsbruck   | Sztafeta 4 × 10 km      | 2:07:59,72 | –         | Finlandia            |
| 28.     | 14 lutego | 1976 | Innsbruck   | 50 km stylem klasycznym | 2:37:30,05 | +10:04,85 | Ivar Formo           |

### Mistrzostwa świata
| Miejsce | Dzień     | Rok  | Miejscowość   | Konkurencja             | Czas biegu | Strata   | Zwycięzca            |
| ------- | --------- | ---- | ------------- | ----------------------- | ---------- | -------- | -------------------- |
| 20.     | 15 lutego | 1970 | Wysokie Tatry | 30 km stylem klasycznym | 1:39:48,01 | +6:29,28 | Wiaczesław Wiedienin |
| 2.      | 19 lutego | 1970 | Wysokie Tatry | Sztafeta 4 × 10 km      | 2:06:36,47 | +14,12   | ZSRR                 |
| 15.     | 19 lutego | 1974 | Falun         | 15 km stylem klasycznym | 41:39,09   | +55,12   | Magne Myrmo          |
| 1.      | 21 lutego | 1974 | Falun         | Sztafeta 4 × 10 km      | 2:03:15,85 | –        | –                    |